# عفيفة الحصني
عفيفة محمد-أمين الحِصني (15 ديسمبر 1918 - 12 سبتمبر 2003) شاعرة وكاتبة سورية. ولد في دمشق ونشأت بها. مجازة في اللغة العربية وآدابها من جامعة عين شمس في القاهرة. عملت مدرّسة للّغة العربيّة في دمشق والقاهرة حتى تقاعدت. ألفت وساهمت في تأليف العديد من الكتب المدرسية ولها دواوين شعرية عديدة ودراسات أدبية.

## سيرتها
ولدت عفيفة بنت محمد أمين الحصني في يوم 15 ديسمبر 1918/ 12 ربيع الأول 1337 في دمشق ونشأت بها. تابعت دراستها في المراحل الابتدائية والاعدادية والثانوية فيها. حصلت على شهادة البكالوريا الأولى بفرعيها الأدبي والعلمي سنة 1937، والبكالوريا الثانية فرع الفلسفة 1938، ثم حصلت على دبلوم معهد التربية بقسم اللغة العربية بجامعة عين شمس في القاهرة عام 1941.

عملت مدرسة اللغة العربية وآدابها في ثانويات دمشق ثم انتقل إلى مديرة مدرسة ثانوية الميدان للبنات. انتقلت إلى مصر في عهد الوحدة وسكن القاهرة وعينت عضواً فنياً في وزارة التربية المركزية للتخطيط لمادة اللغة العربية وآدابها في المرحلتين الإعدادية والثانوية والصف الخاص بعد المرحلة الثانوية، وعملت في الإدارة المدرسية أيًضا. ساهمت في تأليف العديد من الكتب المدرسية آنذاك. ثم عاد إلى وطنه فاشتغلت بالتدريس مدة إلى أن تقاعدت
توفيت في 12 سبتمبر 2003/ 16 رجب 1424 في دمشق.

## شعرها
كانت عضوة في اتحاد الكتاب العرب. نظمت الشعر منذ شبابها وفي عام 1946 ألفت أول قصيدة، وألقتها على طالباتها في مدرسة تجهيز البنات بدمشق بمناسبة عيد الجلاء. نظمت بعد ذلك قصائد كثيرة في الطبيعة والمجتمع والوظيفة والقومية والإنسانية، وبخاصة الوحدة العربية.

لحنت عدة مقطوعات من شعرها غنتها طالبات المدراس بدمشق والقاهرة، وأذيع بإذاعة لبنان وهو نشيد نعم 1968. كما جرت مسابقة كأس الجمهورية (كأس الرئيس جمال عبد الناصر) على الأداء الموسيقي لأبيات من قصيدة شهيد التضحيات لُحنت لهذا الغرض.

اشتركت في بعض المؤتمرات الأدبية والمهرجانات الشعرية في مصر والعراق وسوريا. ألقت المحاضرات والقصائد الشعرية وقد نشر إنتاجها في مجلات القاهرة وصحفها مثل مجلة الرسالة والثقافة ومجلة صوت الشرق وجريدة الجمهورية وأُذيع بعضها في إذاعة القاهرة.

## جوائزها
- 1960: مسابقة وزارة التربية المركزية بالقاهرة لكتابها القراءة الموحدة للمدارس الثانوية[4]

## مؤلفاتها
من دواوينها الشعرية:
- وفاء، 1966
- شهيد التضحيات، 1970
- ولاء، 1971
- عازفة القيثار، 1979
- سراب البحر، 1989
- وطني، 2000

من مؤلفاتها:
- القراءة الموحدة للمدارس الثانوية، تأليف مشترك، 1960
- النشاط المدرسي لمادة اللغة العربية وآدابها، تأليف مشترك، 1971
- الاطلاع الخارجي لمادة اللغة العربية، تأليف مشترك، 1970
- المرأة في شعر أبي العلاء، دراسة، 1980
- مرايا ونساء، دراسة، 1982
- ديوان عزيزة هارن، 1992
- رسالة المرأة، دراسة، 1994